# سیاست خارجی اتحاد جماهیر شوروی

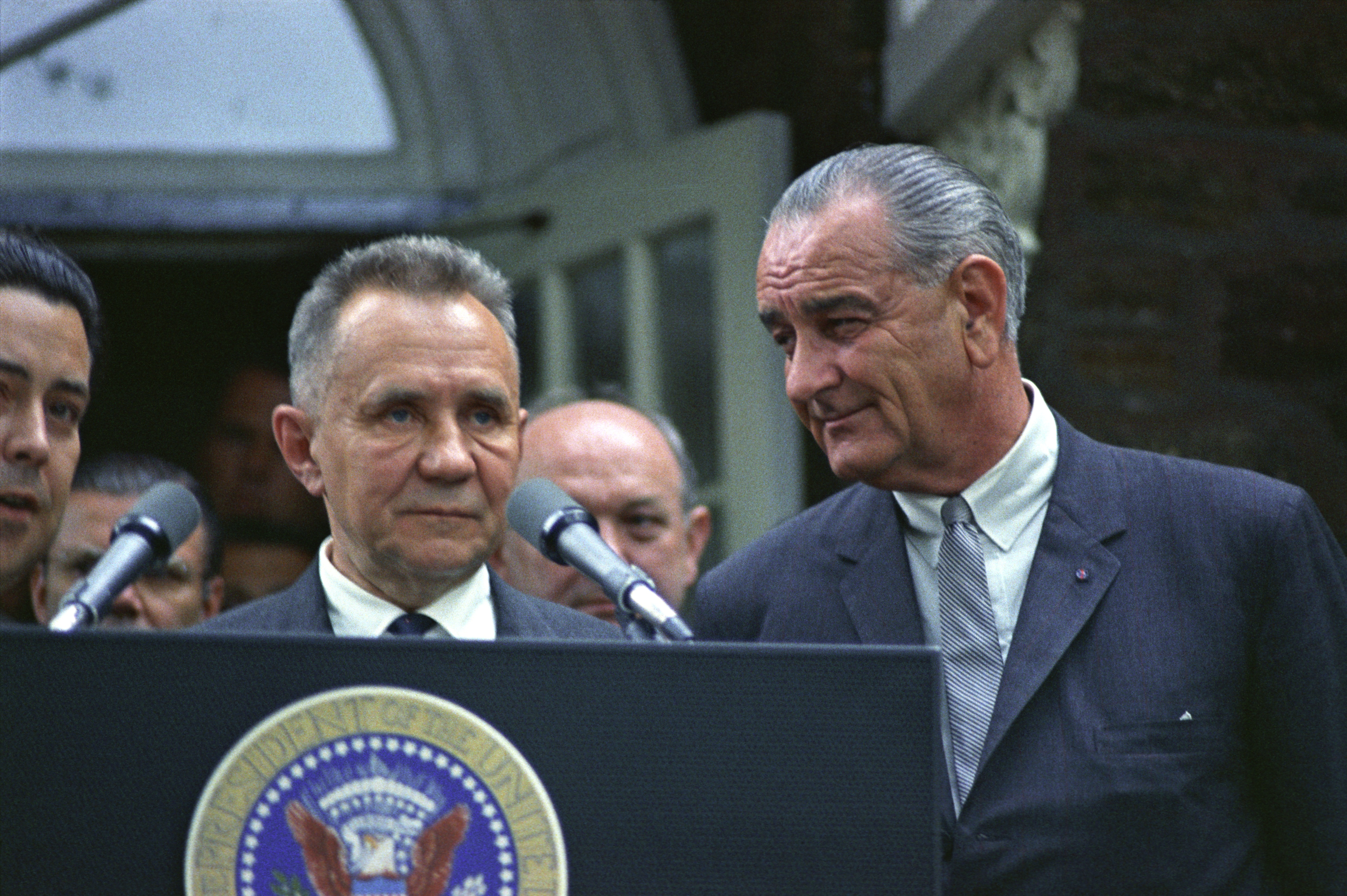
نخست‌وزیر اتحاد جماهیر شوروی الکسی کاسیگین با رئیس‌جمهور ایالات متحده لیندون بی جانسون در گلسبورو، نیوجرسی کنفرانس اجلاس سران

سیاست خارجی اتحاد جماهیر شوروی (انگلیسی: Foreign relations of the Soviet Union) دارای فراز ونشیب‌های زیادی در طول حیات این حکومت بوده‌است.

## سیاست خارجه شوروی در قانون اساسی

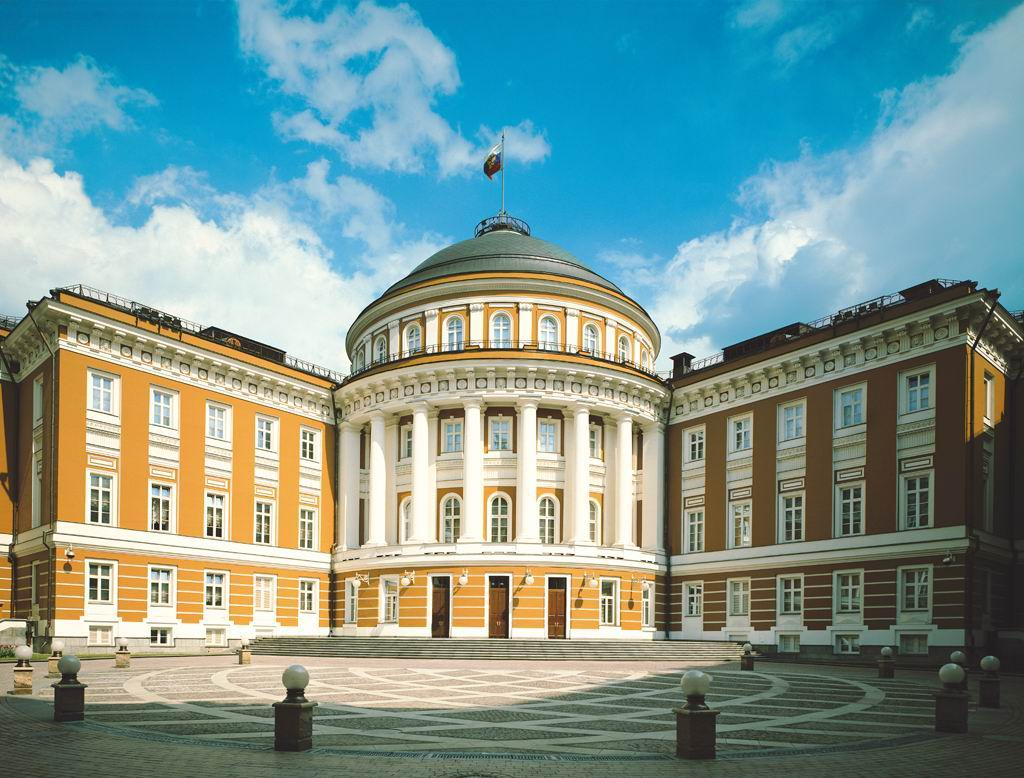
ساختمان وزارت امور خارجه

اصل ۲۸ قانون اساسی اتحاد جماهیر شوروی سوسیالیستی بیان می‌کند که:
اتحاد شوروی با استواری سیاست لنینی صلح را دنبال می‌کند و برای تحکیم امنیت و همکاری گسترده بین‌المللی می‌کوشد. هدف سیاست خارجی شوروی تأمین شرایط مساعد بین‌المللی لازم برای اشاعه کمونیزم در شوروی و دفاع از منافع اتحاد شوروی، تحکیم مواضع سوسیالیسم جهانی، پشتیبانی از مبارزات مردم برای آزادی و ترقی، پیشگیری از جنگ‌های تجاوزکارانه، دستیابی به خلع سلاح عمومی
و همچنین اصل ۲۹ قانون اساسی اتحاد جماهیر شوروی سوسیالیستی بیان می‌کند که:
روابط شوروی با کشورهای دیگر اساس رعایت برابری حاکمیت، امتناع متقابل از توسل به زور یا تهدید توسل به زور، تغییرناپذیری مرزها، احترام به تمامیت ارضی کشورها، حل مسالمت‌آمیز منازعات، عدم مداخله در امور داخلی یکدیگر، احترام به حقوق بشر و آزادیهای اساسی، احترام به حق ملیت‌ها در امر حاکمیت بر سرنوشت خویش، همکاری میان کشورها، اجرای صحیح و دقیق معاهداتی که از اصول و موازین حقوق بین‌المللی و از قراردادهای بین‌المللی منعقده توسط شوروی ناشی می‌شود، استوار است.

## سیاست خارجی

### بحران موشکی کوبا

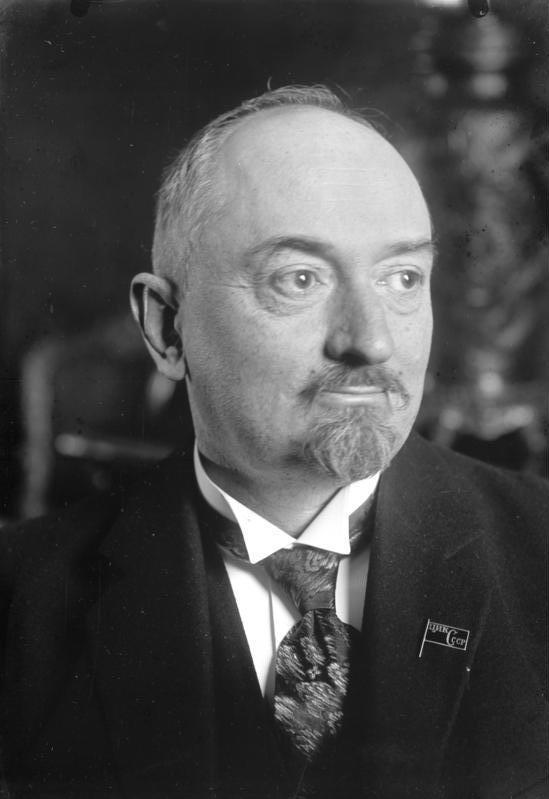
گئورگی چیچرین وزیر امور خارجه و همجنسگرا وی از سال ۱۹۱۸ تا ۱۹۳۰ در وزارت امور خارجه شوروی خدمت کرد.

پس از این که اتحاد شوروی موشک‌هایی را در کوبا مستقر کرد. رئیس‌جمهور وقت آمریکا جان کندی دستور داد راه را بر تمام کشتی‌هایی که از بلوک شوروی راهی کوبا بود ببندند و گفت:هر حمله‌ای از جانب کوبا به هر کشور نیم کرهٔ غربی حملهٔ مستقیم شوروی به آمریکا تلقی خواهد شد. بعد از آن خروشچف پیشنهاد سازش داد و از آمریکا خواست موشک‌های مستقر در ترکیه را برچیند و در عوض شوروی موشک‌های کوبا را برچیند. کندی این را به عنوان یک شرط نپذیرفت ولی خروشچف تسلیم شد و دستور داد موشک‌های کوبا را برچینند. البته کندی پس از مدتی به بهانهٔ فاسد شدن دستور داد موشک‌های ترکیه را برچینند.

## پس از فروپاشی
در دهه ۱۹۸۰ آثار فروپاشی اتحاد جماهیر شوروی ظاهر شد و بالاخره در ۱۹۹۱ این کشور رسماً منحل شد و به چند کشور دیگر تجزیه شد. کشورهای تشکیل‌دهنده شوروی پیشین با حفظ استقلال خود در جامعه کشورهای مشترک‌المنافع عضو شدند.
پس از فروپاشی ۱۵ کشور جدید تأسیس شدند و فدراسیون روسیه وارث حقوقی شوروی شد، این کشورهای جدید در اروپای شرقی عبارتند از: بلاروس، اوکراین، مولداوی، در حاشیه دریای بالتیک: استونی، لتونی، لیتوانی، در قفقاز گرجستان، آذربایجان ارمنستان، در آسیای مرکزی ترکمنستان، قزاقستان، قرقیزستان، ازبکستان، تاجیکستان.
چندین مناقشه ارضی حل نشده نیز وجود دارند: جمهوری‌های به رسمیت شناخته نشده پریدنستروییه در مولداوی، قره باغ در آذربایجان و همچنین اوستیای جنوبی و آبخازی در گرجستان که تابستان ۲۰۰۸ از سوی روسیه و نیکاراگوئه به رسمیت شناخته شدند و همین سبب قطع روابط دیپلماتیک بین فدراسیون روسیه و گرجستان شد.

## جنگ جهانی دوم

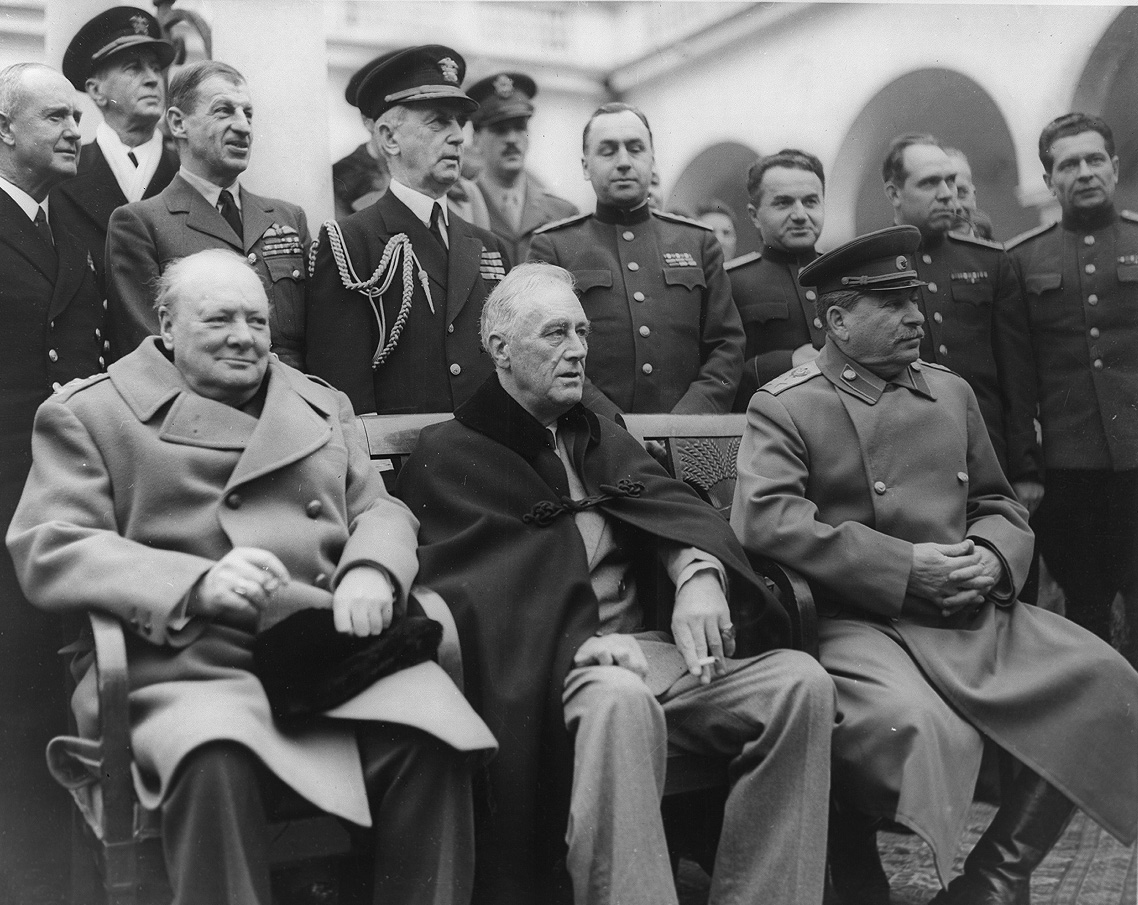
برخی از سران اتحاد جماهیر شوروی

اتحاد جماهیر شوروی سوسیالیستی (USSR) تا سال ۱۹۳۹، مخالف جدی آلمان نازی بود، و از جمهوری‌های اسپانیا که علیه نیروهای فاشیست آلمانی و ایتالیایی در جنگ داخلی اسپانیا می‌جنگیدند، حمایت می‌نمود. اما در سال ۱۹۳۸، آلمان و قدرتهای اصلی اروپایی معاهده مونیخ را امضاء نمودند که طی آن، آلمان و لهستان اراضی چکسلواکی را اشغال نمودند و طرح‌های آلمان برای توسعه طلبی بیشتر در شرق و نیز فقدان مخالف نسبت به آن از سوی قدرت‌های غربی بیش از پیش آشکار گردید. این توافقنامه موجب ترس بیشتر اتحاد شوروی از حمله قریب‌الوقوع از سوی آلمان شد، و سبب گردید تا اتحاد شوروی با مانورهای دیپلماتیک به آن پاسخ دهد. در سال ۱۹۳۹ اتحاد شوروی معاهده مولوتف-ریبنتروپ را با آلمان نازی امضاء نمود، که مناطق تحت نفوذ را میان خود در اروپای شرقی تقسیم می‌نمودند. در۱۷ سپتامبر ۱۹۳۹، ارتش آلمان تا عمق ۱۵۰ کیلومتر در خاک اتحاد شوروی نفوذ نمودند و به بخش‌های شرقی لهستان حمله کردند که عمدتاً جمعیت آن نقاط را نژادهای اوکراینی و بلاروسی تشکیل می‌دادند. نیروهای شوروی به نبردی سنگین با فنلاند درطی جنگ زمستان (۴۰–۱۹۳۹) پرداختند. این جنگ با پیروزی اتحاد شوروی خاتمه یافت، و بخشی از تنگه کارلین را به دست آوردند. این صلح ناپایدار با آلمان پایان یافت زمانی که نیروهای محور به رهبری آلمان به مرزهای شوروی سرازیر شدند در ۲۲ ژوئن ۱۹۴۱ انجام دادند. تا ماه نوامبر، ارتش آلمان، اوکراین را تسخیر نمودند، و به تصرف لنینگراد پرداختند، و تهدید نمودند که پایتخت اتحاد شوروی، مسکو، را نیز تصرف خواهند نمود. اما، پیروزی شوروی در نبرد استالینگراد، پایداری آن را به اثبات رساند، و جهت مسیر جنگ را به‌طور کامل تغییر داد. پس از شکست خوردن آلمان در این نبرد، آن‌ها توان خود را در ادامه عملیات تجاوزکارانه خود از دست دادند و اتحاد شوروی در ادامه جنگ ابتکار عمل را به دست گرفت. تا پایان ۱۹۴۳، شوروی محاصره شهر لنینگراد توسط آلمان را شکسته بود و بیشتر مناطق اوکراین را بازپس گرفته بود. تا پایان سال ۱۹۴۴، این جبهه از مرزهای اتحاد شوروی در سال ۱۹۳۹ به سوی اروپای شرقی جابجا گشته بود. نیروهای اتحاد شوروی با برتری مسلم خود وارد برلین در آلمان شرقی شدند و در ماه مه ۱۹۴۵ آن را تصرف کردند. در نتیجه جنگ با آلمان در نهایت به پیروزی اتحاد شوروی انجامید.
اگرچه اتحاد شوروی در جنگ جهانی دوم پیروز گردید، اما اقتصاد آن در اثر این مبارزه ویران شد و به کشته شدن ۲۷ میلیون نفر در این کشور منجر شد. حدود هفتاد هزار روستا نیز تخریب شده بودند. ده میلیون شهروند شوروی قربانی سیاست سرکوبگرانه آلمان در محدوده تحت اشغال آن‌ها گردیدند. جوخه‌های یهودی کشی آلمان در کنار همکاران بالتیکی و اوکراینی آن‌ها به نسل‌کشی یهودیان اتحاد شوروی پرداختند. ارتش رومانی در ناحیه اشغالی اودسا، در این نسل‌کشی یهودیان شرکت نمود. طی اشغال، لنینگراد روسیه، هم‌اکنون سن پترزبورگ حدود یک چهارم از جمعیت خود (حدود ۱ میلیون نفر جمعیت، بیشترین میزان مرگ در طول تاریخ در یک منطقه محصورو بسته) را از دست داده بود. مناطق اشغالی متحمل غارتگری‌های ناشی از اشغال آلمان، تبعید افراد جهت بیگاری و نیز تاکتیک‌های سیاسی خود شوروی مبنی بر زمین سوخته، پس از عقب‌نشینی، شدند.
احتمالاً میلیون‌ها نفر نیز در مناطق اشغالی دراثر قحطی و فقدان کمک‌های اولیه پزشکی جان می‌دادند. شاید حدود ۵/۳ میلیون نفر (یا ۵/۵ میلیون) از اسرای جنگی اتحاد شوروی در اردوگاه‌های آلمان کشته شده باشند.